# 東京管區氣象台
東京管區氣象台（日语：／ Tōkyō kanku kishōdai */?）是日本管區氣象台之一，位於東京都千代田區大手町一丁目3番4號（氣象廳）。

## 概要
本管區氣象台管轄以下1都16縣：
東京都、神奈川縣、千葉縣、埼玉縣、茨城縣、栃木縣、群馬縣、山梨縣、長野縣、新潟縣、靜岡縣、愛知縣、岐阜縣、三重縣、石川縣、富山縣、福井縣
雖然負責東京都內的氣象預測（包含櫻花花開等生物季節觀測），但與其他管區氣象台不同的是，東京都（含東京都島嶼部）的氣象預報是由氣象廳預報部發表。

## 轄下地方氣象台
粗體為地方預報中樞官署。東京地方（東京23區東部、東京23区西部、多摩地方）由氣象廳預報部直轄，不設「東京地方氣象台」。
- 水戶地方氣象台（日语：水戸地方気象台）
- 銚子地方氣象台（日语：銚子地方気象台）
- 橫濱地方氣象台
- 宇都宮地方氣象台（日语：宇都宮地方気象台）
- 前橋地方氣象台（日语：前橋地方気象台）
- 熊谷地方氣象台（日语：熊谷地方気象台）
- 長野地方氣象台（日语：長野地方気象台）
- 甲府地方氣象台

- 新潟地方氣象台（日语：新潟地方気象台）
- 金澤地方氣象台（日语：新潟地方気象台）
- 福井地方氣象台（日语：新潟地方気象台）
- 富山地方氣象台（日语：新潟地方気象台）

- 名古屋地方氣象台（日语：名古屋地方気象台）[1]
- 靜岡地方氣象台（日语：静岡地方気象台）
- 岐阜地方氣象台（日语：岐阜地方気象台）
- 津地方氣象台（日语：津地方気象台）

## 轄下之其他氣象台等
- 航空地方氣象台（日语：航空地方気象台）：東京航空地方氣象台及新潟空港出張所、成田航空地方氣象台、中部航空地方氣象台
- 火山防災連絡事務所：伊豆大島火山防災連絡事務所、三宅島火山防災連絡事務所、淺間山火山防災連絡事務所

## 備註
1. ↑  過去為「名古屋管區氣象台」，1949年劃入東京管區氣象台管轄，成為地方氣象台。

## 外部連結
- 國土交通省氣象廳東京管區気象台 （页面存档备份，存于）